# Aleksandra Sergeevna Al'bedinskaja
Aleksandra Sergeevna Al'bedinskaja, in russo Александра Сергеевна Альбединская?, nata Dolgorukova (30 novembre 1834 – Nizza, 12 settembre 1913), è stata una nobildonna russa.

## Biografia
Era la primogenita di Sergej Alekseevič Dolgorukov (1809-1891), e di sua moglie, Marija Aleksandrovna Apraksina (1816-1892). Suo padre era un discendente di Aleksej Grigor'evič Dolgorukov, consigliere di Stato ed era una lontana parente di Ekaterina Michajlovna Dolgorukova.
Nel 1853, Aleksandra divenne una damigella d'onore di Marija Aleksandrovna. Ben presto divenne oggetto di attenzione dello zarevic Aleksandr Nikolaevič.

## Matrimonio
Sposò, il 21 novembre 1862, Pëtr Pavlovič Al'bedinskij (1826-1883). Ebbero tre figli:
- Marija Petrovna (1863-1928)
- Ol'ga Petrovna (1865-1953)
- Aleksandr Petrovič (1868-1959)

## Morte
Nel 1883 morì suo marito a Varsavia. Morì il 12 settembre 1913 a Nizza.